# Piratpartiet

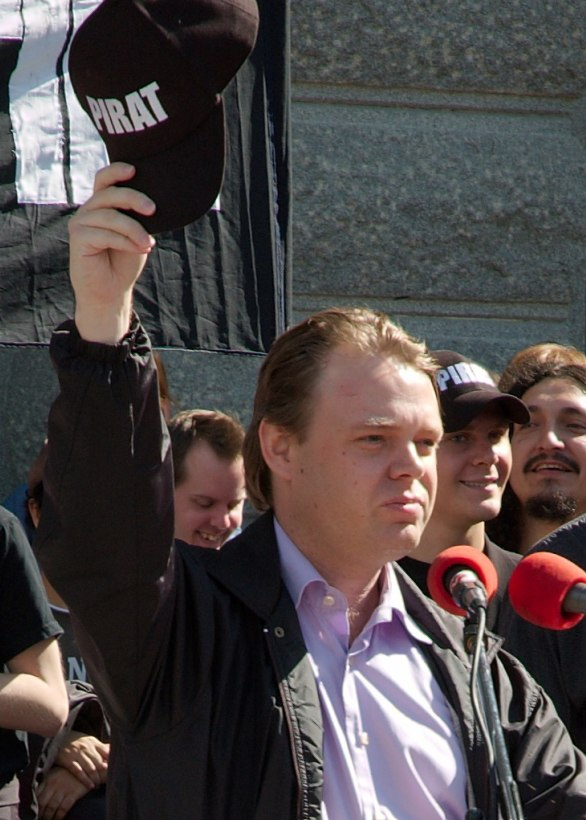
Parteivorsitzender Rickard Falkvinge auf einer Demonstration gegen die Abschaltung des BitTorrent-Trackers The Pirate Bay am 3. Juni 2006 in Stockholm

Piratpartiet (deutsch Die Piratenpartei) ist eine am 1. Januar 2006 gegründete schwedische Partei, die sich für die Bürger- und Freiheitsrechte sowie für Informationsfreiheit und Datenschutz einsetzt. Des Weiteren ist einer der wichtigsten Punkte ihrer Agenda, das Urheberrecht in Schweden komplett zu reformieren, das Patentrecht abzuschaffen und dafür notfalls auch bereits bestehende Verträge mit der Welthandelsorganisation einseitig aufzukündigen. Ihre wichtigsten Zielgruppen stellen die Internetnutzer und insbesondere Nutzer von P2P-Börsen sowie Studenten dar. Vorsitzender der Piratenpartei war vom 1. Januar 2006 bis 1. Januar 2011 deren Gründer Rickard Falkvinge. Seine Nachfolgerin als Parteivorsitzende war bis Ende 2014 Anna Troberg.
Inzwischen entstanden nach dem Vorbild der schwedischen Piratparti auch in anderen Ländern Piratenparteien; es besteht außerdem eine internationale Dachorganisation mit dem Namen Pirate Parties International, in welcher die Partei jedoch nicht mehr vertreten ist.

## Geschichte
Am 1. Januar 2006 ging um 20:30 Uhr die Webseite online, was die Gründung der Partei bedeutete. Es wurden sechs Phasen präsentiert, die erste sollte die Sammlung von mindestens 2.000 Unterschriften sein, also 500 mehr als gebraucht wurden. Diese sollten der Valmyndigheten, der schwedischen Wahlbehörde, vor dem 4. Februar (der letzte Termin für die Zulassung war der 28. Februar) hinterlegt werden, so dass die Partei an der schwedischen Wahl 2006 teilnehmen konnte.
Die zweite bis fünfte Phase schloss die Registrierung für die Wahl, das Ernennen von Kandidaten für den Reichstag und das Vorbereiten einer Organisation für die Wahl ein. Es sollte lokale Wahlorganisationen in jenen 43 schwedischen Gemeinden geben, die 50.000 und mehr Einwohner haben.
Die sechste und letzte Phase war die Wahl selbst. Die Partei hoffte, dass sie mindestens 225.000 Stimmen bekäme, was eine Unterstützung von 4 Prozent und damit den Einzug in den Reichstag bedeutet hätte. Die Wahl zum Schwedischen Reichstag 2006 fand am 17. September 2006 statt. Dabei bekam die Partei 34.918 Stimmen, oder 0,63 Prozent. Ende Dezember 2006 gründete sich mit Ung Pirat die Jugendorganisation der Piratparti.
Im Zuge des am 1. April 2009 umgesetzten, sogenannten „IPRED-Gesetzes“ (Intellectual Property Rights Enforcement Directive, einer EG-Richtlinie zum Schutze immaterieller Rechte), das gegen Filesharing und Lizenzverstöße greifen soll, erfuhr die Partei einen starken Mitgliederzuwachs.
Zahlreiche Sympathisanten und Neumitglieder bekam die Partei auch nach dem umstrittenen und unter Prozessbeobachtern auch unerwarteten Urteil gegen das BitTorrent-Portal The Pirate Bay am 17. April 2009. Nach diesem Urteil stieg die Anzahl der Mitglieder sprunghaft von etwa 15.000 auf über 40.000 an. Viele dieser Mitgliedschaften wurden nach Ablauf der einjährigen Mitgliedsfrist nicht erneuert, wodurch die Partei im April 2010 innerhalb weniger Tage von mittlerweile knapp 50.000 auf etwa 25.000 Mitglieder schrumpfte. Der Mitgliederschwund setzte sich danach weiter fort, so dass zunächst im Juni 2010 etwa 16.000 und Ende 2011 schließlich etwa 8.000 Personen Mitglieder der Partei waren.
Piratpartiet trat zur Europawahl in Schweden 2009 an; in den Wahlkampf schaltete sich unter anderem Lars Gustafsson als Fürsprecher ein. Am Wahltag erhielt die Partei 7,1 Prozent der Stimmen und entsandte mit Christian Engström einen stimmberechtigten Vertreter ins 7. Europäische Parlament. Er war dort Mitglied der Fraktion Die Grünen/Europäische Freie Allianz.
Mit dem Inkrafttreten des Vertrages von Lissabon erhielt Piratpartiet einen der Schweden gemäß einem Zusatzprotokoll zusätzlich zustehenden Sitze im EU-Parlament. Amelia Andersdotter zog entsprechend am 1. Dezember 2011 zusätzlich in das Parlament ein. Die damals 24-Jährige war zu diesem Zeitpunkt das jüngste Mitglied des Parlaments.
Bei der Reichstagswahl 2010 konnte Piratpartiet ihre Stimmenzahl von 34.918 auf 38.491 Stimmen erhöhen, blieb aber mit 0,65 Prozent der Wählerstimmen unter der 4-%-Hürde für den Einzug ins Parlament. Infolge des vorherigen Mitgliederschwundes hatte die Partei Anfang Oktober 2011 etwa 8.000 Mitglieder. Nach einer längeren Phase der Stagnation verdoppelte sich die Mitgliederzahl Ende Oktober 2012 wieder sprunghaft auf fast 16.000. Grund dafür war eine Polizeiaktion gegen die Filesharingwebsite Tankafetast.com im Oktober 2012. Analog zum sprunghaften Anstieg der Mitgliederzahlen nach der Verurteilung der Gründer von The Pirate Bay fielen diese Ende Oktober 2013 allerdings wieder abrupt auf etwa 9.000.
Bei der Europawahl 2014 erhielt Piratpartiet 2,23 % der Stimmen und verlor damit ihre Sitze im Europäischen Parlament. Bei der Reichstagswahl im selben Jahr stimmten 0,43 % für Piratpartiet.
Im Mai 2015 beschloss die Partei mit einer erheblichen Mehrheit, die PPI zu verlassen und ihren Beobachterstatus aufzukündigen.
Bei der Reichstagswahl 2018 stimmten 0,11 % für Piratpartiet. Bei der Europawahl 2019 erhielt Piratpartiet 0,64 % der Stimmen und verpasste damit erneut den Einzug ins Europäische Parlament. Bei der Reichstagswahl 2022 stimmten 0,14 % für Piratpartiet, bei der Europawahl 2024 erhielt die Partei 0,4 % der Stimmen.

## Politische Auswirkungen in Schweden
Aufgrund der gesellschaftlichen Diskussion um das Urheberrecht, welche durch die Hausdurchsuchung bei „Pirate Bay“ angeregt worden war, änderte die wirtschaftliberal-konservative Partei Moderata samlingspartiet im Wahlkampf zur Reichstagswahl 2006 ihre Standpunkte hin zu liberaleren Positionen. Die grüne Miljöpartiet und die linke Vänsterpartiet, die schon früher die Gesetzgebung kritisiert hatten, vertraten ihre Standpunkte nun wesentlich offensiver.
Der damalige schwedische Justizminister Thomas Bodström bekundete am 9. Juni 2006 seine Bereitschaft, eine Revision eines 2005 in Kraft getretenen Gesetzes zu verhandeln, das das Herunterladen von urheberrechtlich geschütztem Material illegal machte (zuvor war lediglich das Hochladen solchen Materials ungesetzlich), wenn man im Gegenzug eine neue Steuer auf Breitband-Internetzugänge einführe. Die Piratenpartei äußerte sich ablehnend zu diesem Vorschlag; ihrer Ansicht nach sei ein solches Gesetz keine akzeptable Lösung, und die derzeitigen Politiker hätten den Kern der Thematik noch nicht erfasst.

## Wahlergebnisse

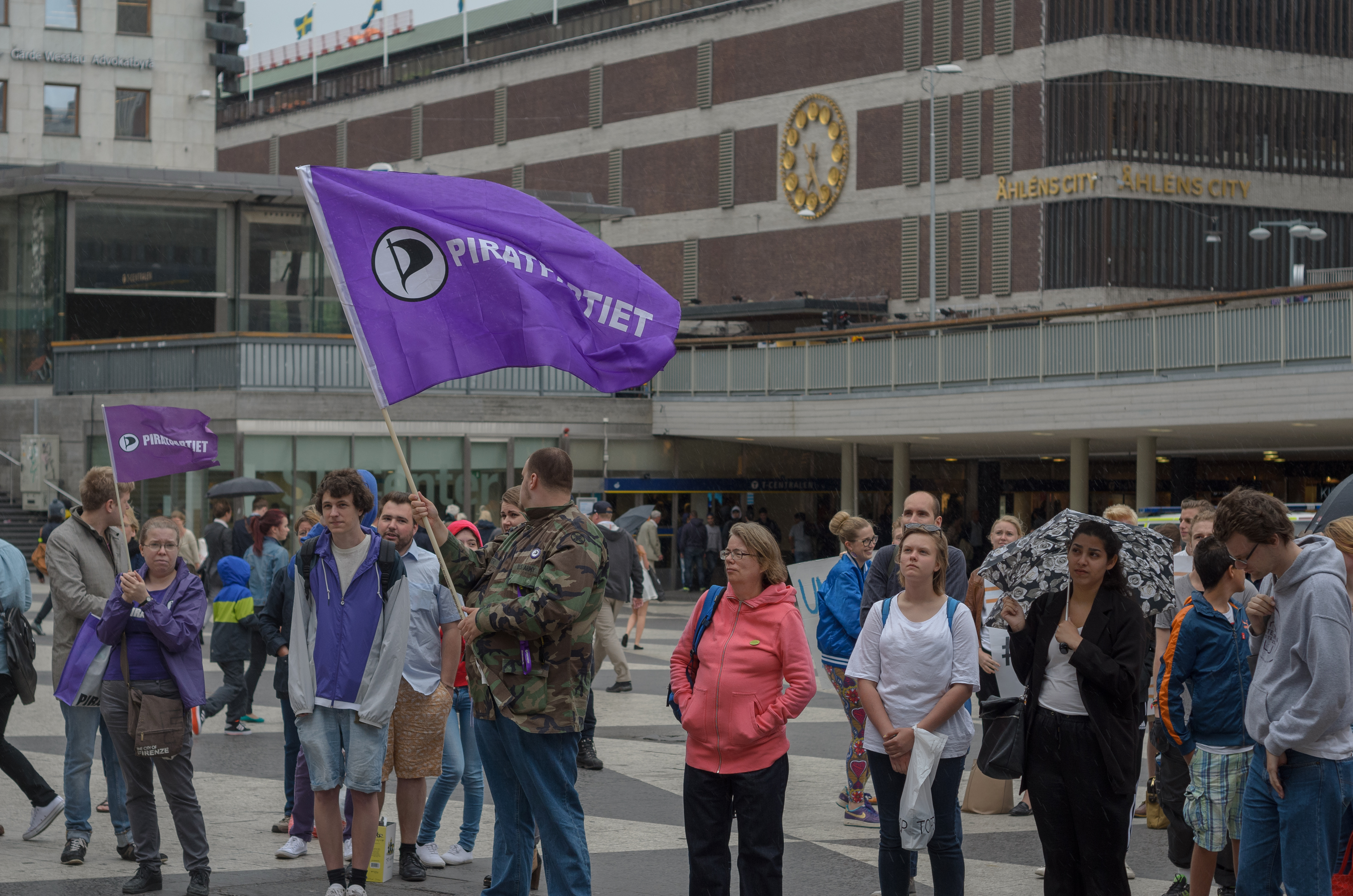
Unterstützer der Piratenpartei bei einer antifaschistischen Demonstration im Jahr 2014

| Jahr | Wahl                | Stimmen | %      | Sitze          |
| ---- | ------------------- | ------- | ------ | -------------- |
| 2006 | Reichstagswahl 2006 | 34.918  | 0,63 % | 0/349          |
| 2009 | Europawahl 2009     | 225.915 | 7,13 % | 1/18 bzw. 2/20 |
| 2010 | Reichstagswahl 2010 | 38.491  | 0,65 % | 0/349          |
| 2014 | Europawahl 2014     | 82.763  | 2,23 % | 0/20           |
| 2014 | Reichstagswahl 2014 | 26.515  | 0,43 % | 0/349          |
| 2018 | Reichstagswahl 2018 | 7.326   | 0,11 % | 0/349          |
| 2019 | Europawahl 2019     | 26.526  | 0,64 % | 0/20           |
| 2022 | Reichstagswahl 2022 | 9.135   | 0,14 % | 0/349          |
| 2024 | Europawahl 2024     | 15.403  | 0,37 % | 0/21           |